# Saint-Genis-d’Hiersac
Saint-Genis-d’Hiersac ist eine westfranzösische Gemeinde mit 915 Einwohnern (Stand: 1. Januar 2022) im Département Charente in der Region Nouvelle-Aquitaine (vor 2016: Poitou-Charentes). Sie gehört zum Arrondissement Cognac und zum Kanton Val de Nouère. Die Einwohner werden Saint-Genissois genannt.

## Lage
Saint-Genis-d’Hiersac liegt etwa 15 Kilometer nordwestlich von Angoulême in der Kulturlandschaft des Angoumois. Der Fluss Nouère begrenzt die Gemeinde im Westen. Umgeben wird Saint-Genis-d’Hiersac von den Nachbargemeinden Genac-Bignac im Norden, Vouharte im Norden und Nordosten, La Boixe im Nordosten, Marsac im Osten, Asnières-sur-Nouère im Süden, Saint-Amant-de-Nouère im Südwesten und Westen sowie Saint-Cybardeaux im Westen.

## Bevölkerungsentwicklung
| Jahr                       | 1962 | 1968 | 1975 | 1982 | 1990 | 1999 | 2006 | 2019 |
| Einwohner                  | 727  | 706  | 694  | 724  | 836  | 806  | 837  | 896  |
| Quellen: Cassini und INSEE |      |      |      |      |      |      |      |      |

## Sehenswürdigkeiten
- Kirche Saint-Genis, ursprünglich aus dem 11. Jahrhundert

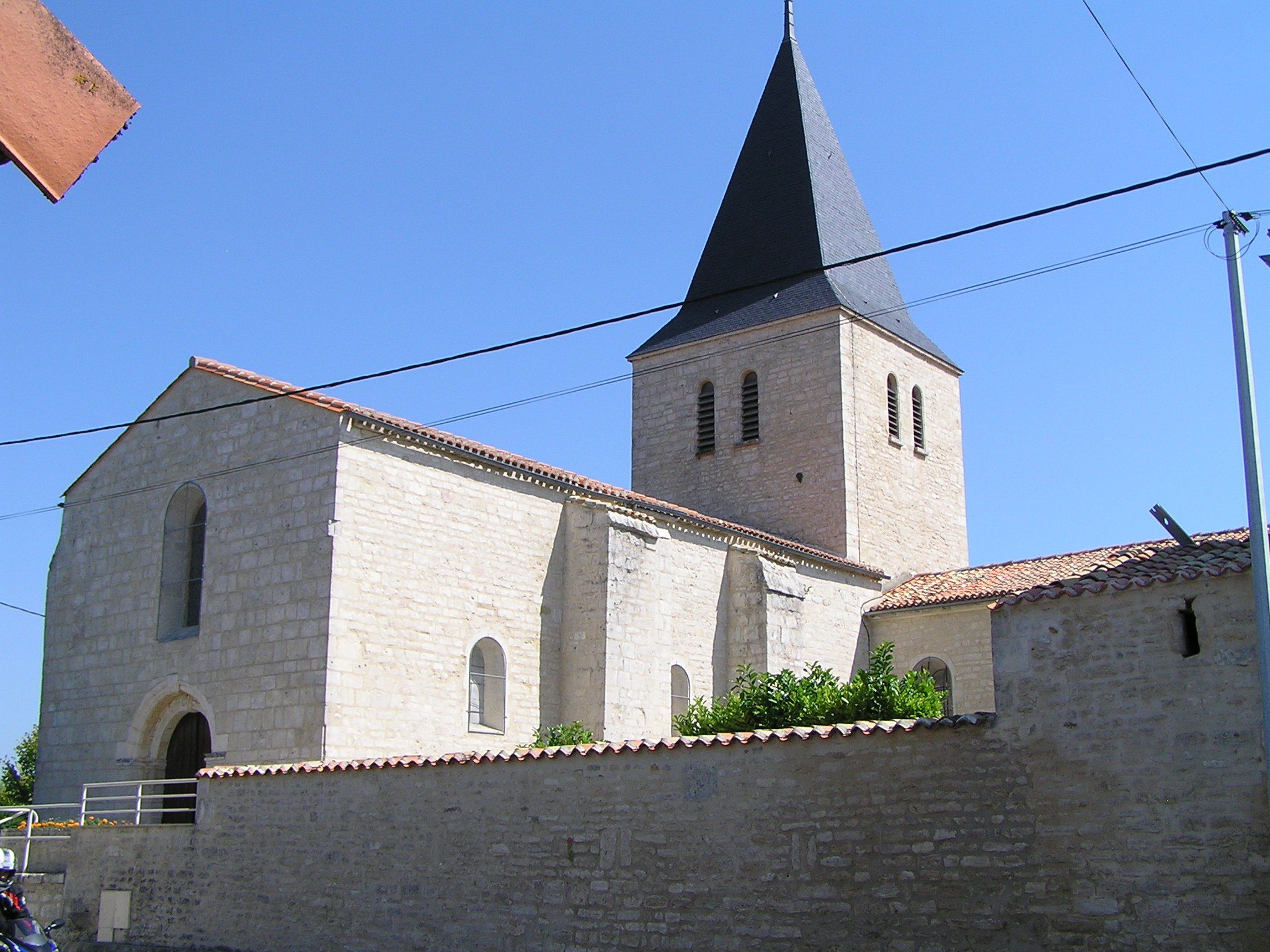
Kirche Saint-Genis

- alte protestantische Kirche